# Hälsobrunnen 1

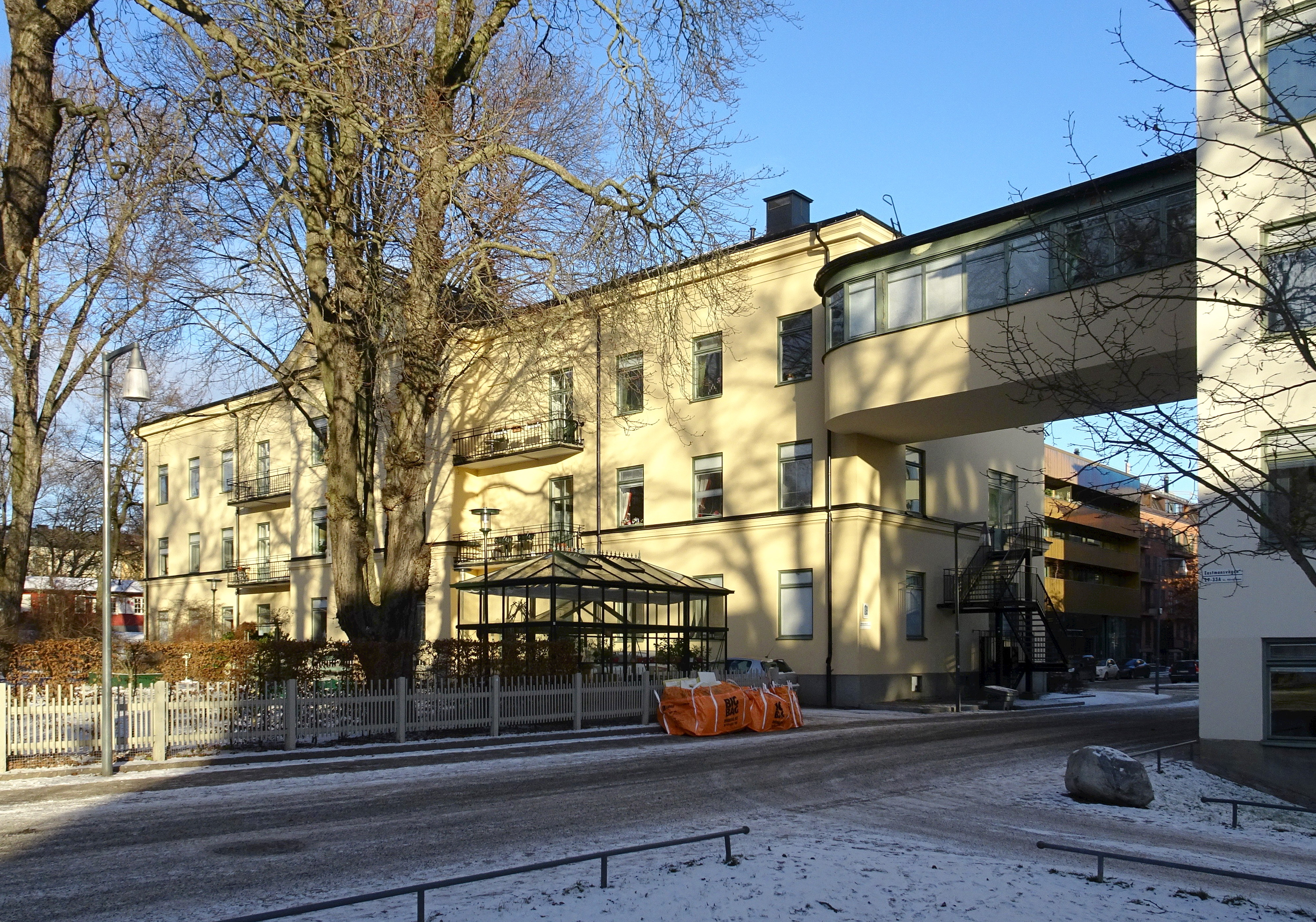
Johanneshuset med förbindelsegången till Klockhuset januari 2019.

Hälsobrunnen 1 är en fastighet vid Eastmansvägen på Sabbatsbergsområdet i stadsdelen Vasastaden i Stockholm. Här finns två kulturhistoriskt värdefulla byggnader, Johanneshuset och Adolf Fredrikshuset, som ägs av Micasa Fastigheter och är grönmärkta av Stadsmuseet i Stockholm, vilket innebär "att bebyggelsen bedöms vara särskilt värdefull från historisk, kulturhistorisk, miljömässig eller konstnärlig synpunkt".

## Namnet
Kvarteret Hälsobrunnen var tidigare en del av fastigheten Sabbatsberg som hörde till Sabbatsbergs ålderdomshem och fattighus. Nuvarande namn Hälsobrunnen är av nyare datum och skapades år 2007 i samband med en fastighetsbildningsförrättning (avstyckning från fastigheten Sabbatsberg 23). Kvartersnamnet hör till kategorin hälsobrunnar liksom grannkvarteren Grötlunken, Medevi brunn, Porla brunn, Loka brunn och Brunnsläkaren. Bakgrunden är att det vid Sabbatsberg fanns en hälsobrunn som 1734 inrättades av apotekaren Johan Julius Salberg. Brunnsverksamheten fortsatte i olika former ända fram till 1968.

## Historik

### Bakgrund

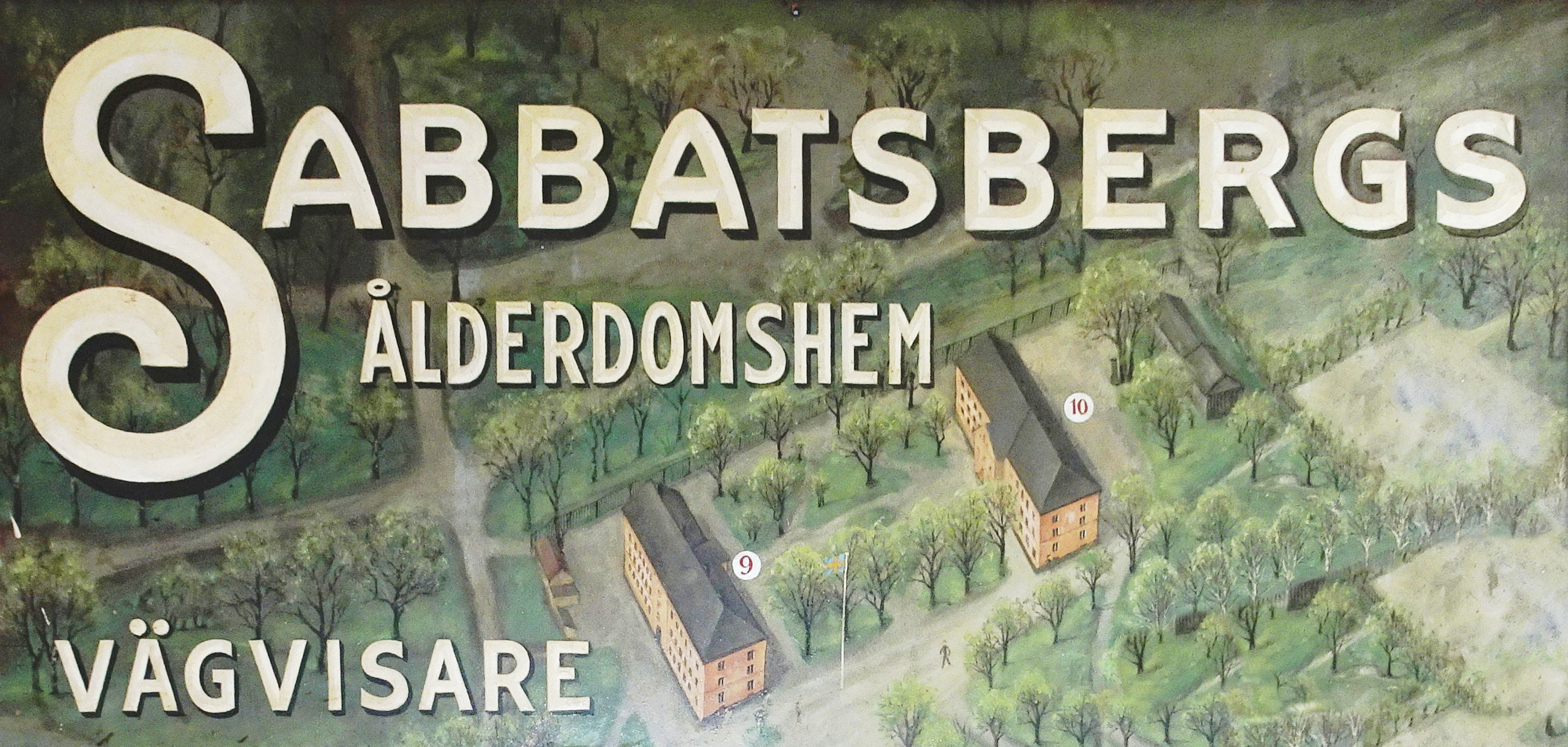
Sabbatsbergs Ålderdomshem med Adolf Fredrikshuset (9) och Johanneshuset (10).

Området Sabbatsberg har sitt namn efter källarmästaren Valentin Sabbath, som i början av 1700-talet här ägde en tomt vilken ursprungligen hörde till Rörstrands slott. Sabbath byggde sin malmgård och drev ett värdshus som stod färdigt 1717. Efter Sabbaths död 1720 och flera ägarbyten inköptes egendomen på en auktion 1751 av Stockholms fattighusdelegerade som inrättade 1761 Sabbatsbergs fattighus för att bedriva fattigvård.
Det första nybyggda huset för fattigvårdens räkning uppfördes 1756 och kallas idag Nicolaihuset. Här skulle de allra fattigaste Stockholmare tas om hand och därmed flytta bort ett problem som störde stadens ordning. År 1862 övertog Stockholms stad ansvaret för församlingarnas fattigvård och 1870 beslöt stadsfullmäktige att sammanföra alla fattighus på Sabbatsberg, med undantag för Södermalms församlings fattighus. På Sabbatsberg fanns redan en fungerande fattigvård samt mark för utökning av bebyggelsen. Under 1800-talets slut var Sabbatsberg ett eget litet samhälle med ett stort antal byggnader varav några finns kvar. Vid sekelskiftet ändrades namnet från Sabbatsbergs Fattighus till Sabbatsbergs  Ålderdomshem. Vid den tiden levde omkring 1 000 gamla i området.

### Johanneshuset och Adolf Fredrikshuset
På fastigheten Hälsobrunnen 1 ligger Johanneshuset och Adolf Fredrikshuset som tog hand om de fattiga från S:t Johannes respektive Adolf Fredriks församlingar. Båda koncipierades som logementsbyggnader, de är identisk utförda och uppfördes mellan 1870 och 1872 i områdets norra del. Beställare var fattigvårdsnämnden som anlitade Per Ulrik Stenhammar för arkitektuppdraget. 
Husen placerades parallellt med huvudentréerna mot varandra och ett inbördes avstånd på knappt 60 meter så att en skyddad innergård uppstod. Varje hus är 13 fönsteraxlar långt, har tre våningar, slätputsade fasader och en framspringande mittrisalit som avsluts med en triangulär tympanon med tre mindre fönster. I båda byggnader anordnades 56 salar med plats för 555 fattighjon. 
Sedan husen byggdes har flera moderniseringar genomförts, bland annat ändrades rumsindelningen, hiss installerades och några balkonger tillkom. Johanneshuset sammankopplades 1946 via en förbindelsegång i andra våningen med intilliggande Klockhuset (fastigheten Hälsobrunnen 2). Av den ursprungliga inredningen i Johanneshuset och Adolf Fredrikshuset kvarstår idag i princip inget. På gården mellan husen finns sedan 1996 Sinnenas trädgård med ett litet lusthus från 1784 vilket ursprungligen stod i Klarahusets park. Stadsmuseet i Stockholm fann att det lilla lusthuset har "synnerligen höga kulturhistoriska värden" och blåmärkte det.

Historiska bilder
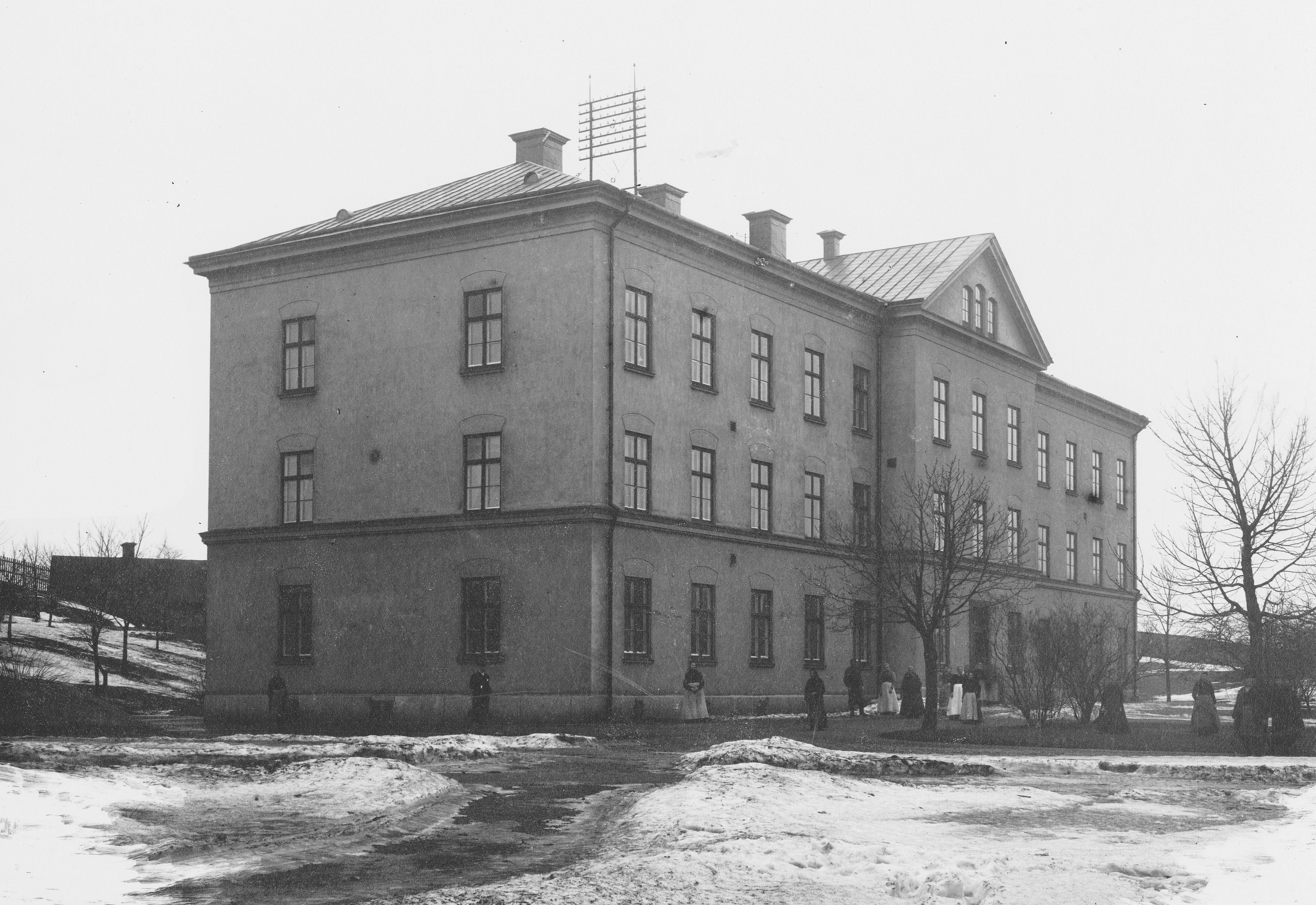
Adolf Fredrikshuset 1896.
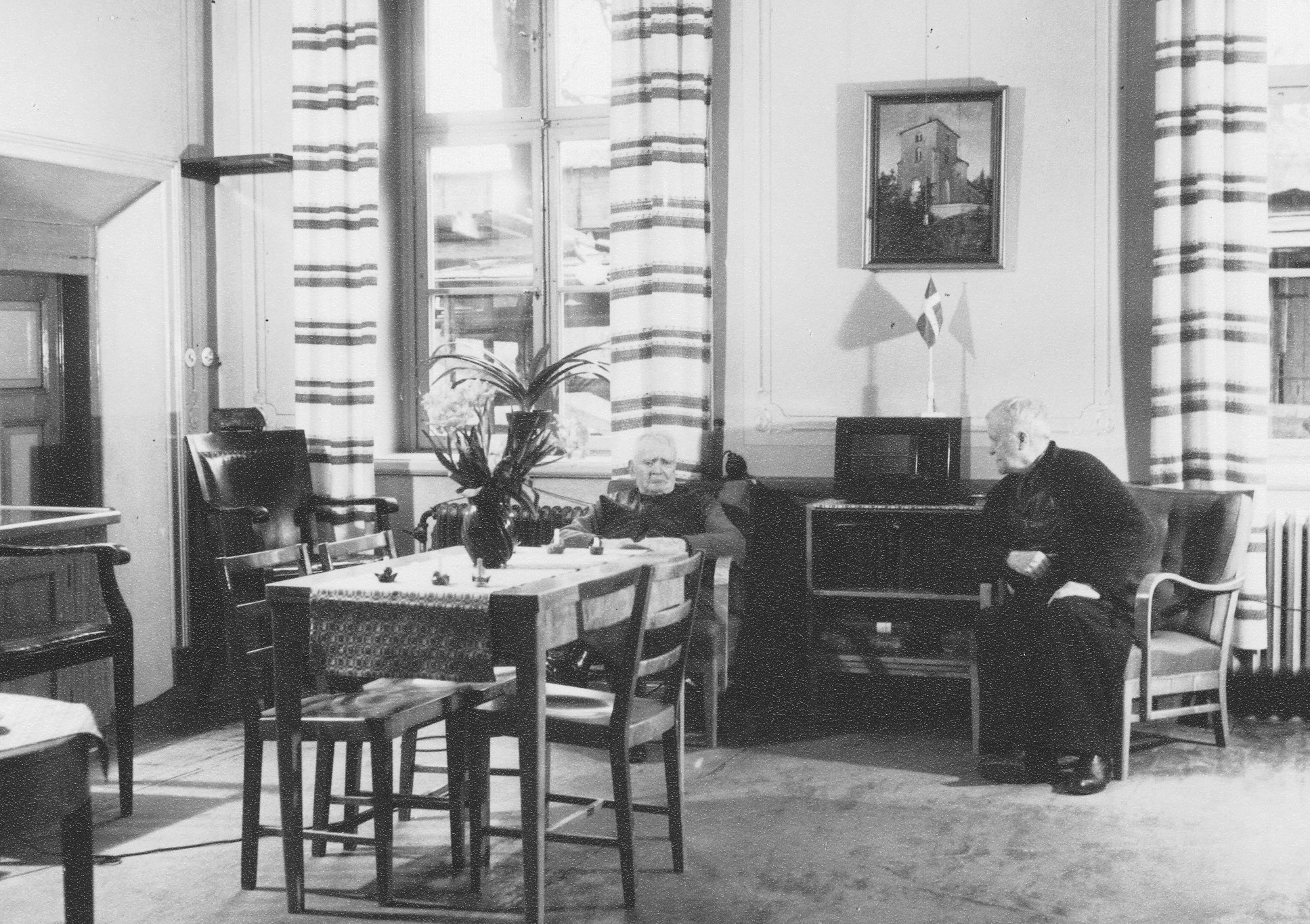
Adolf Fredrikshuset, dagrum 1950.
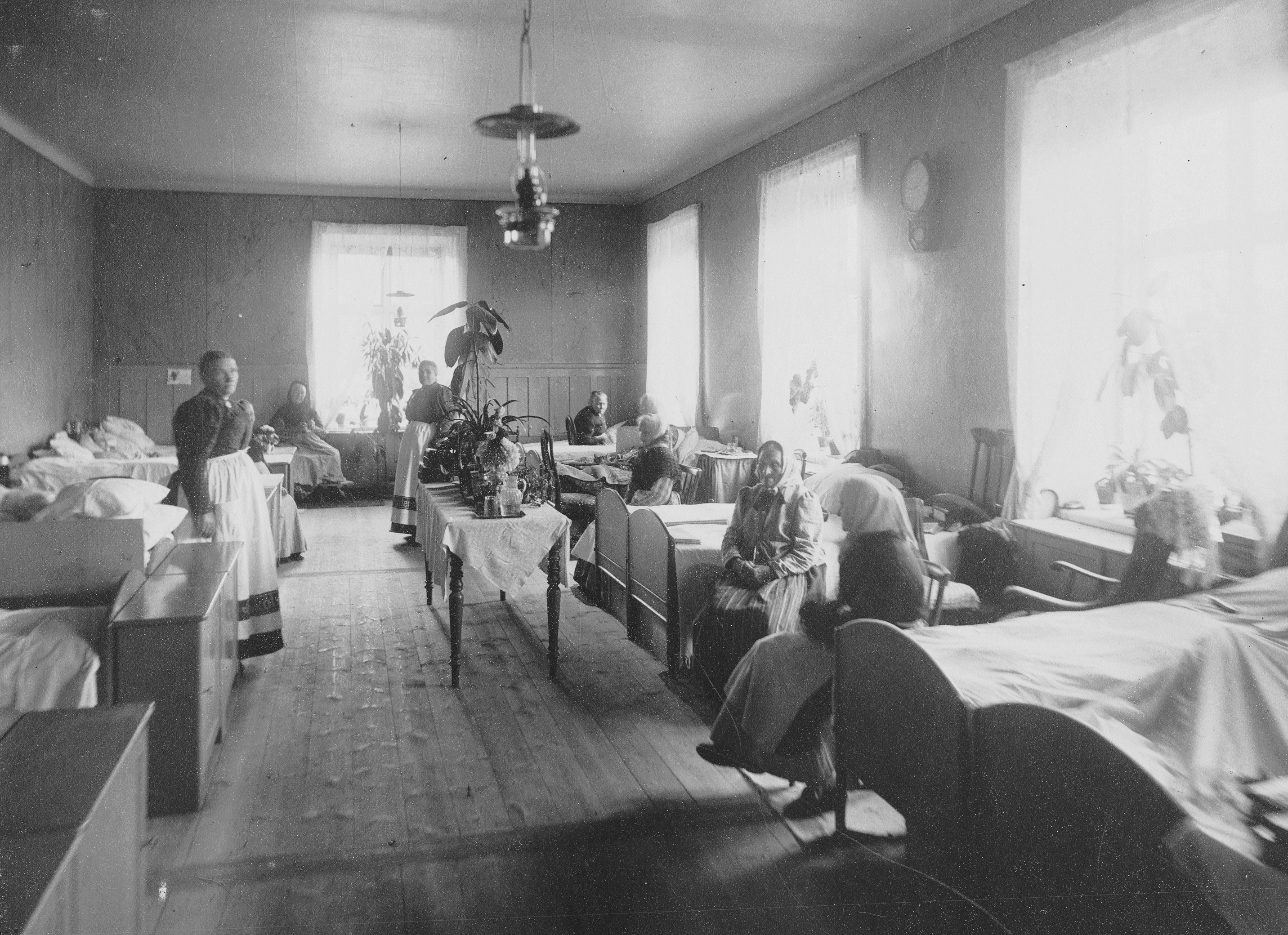
Johanneshuset, logement 1896.
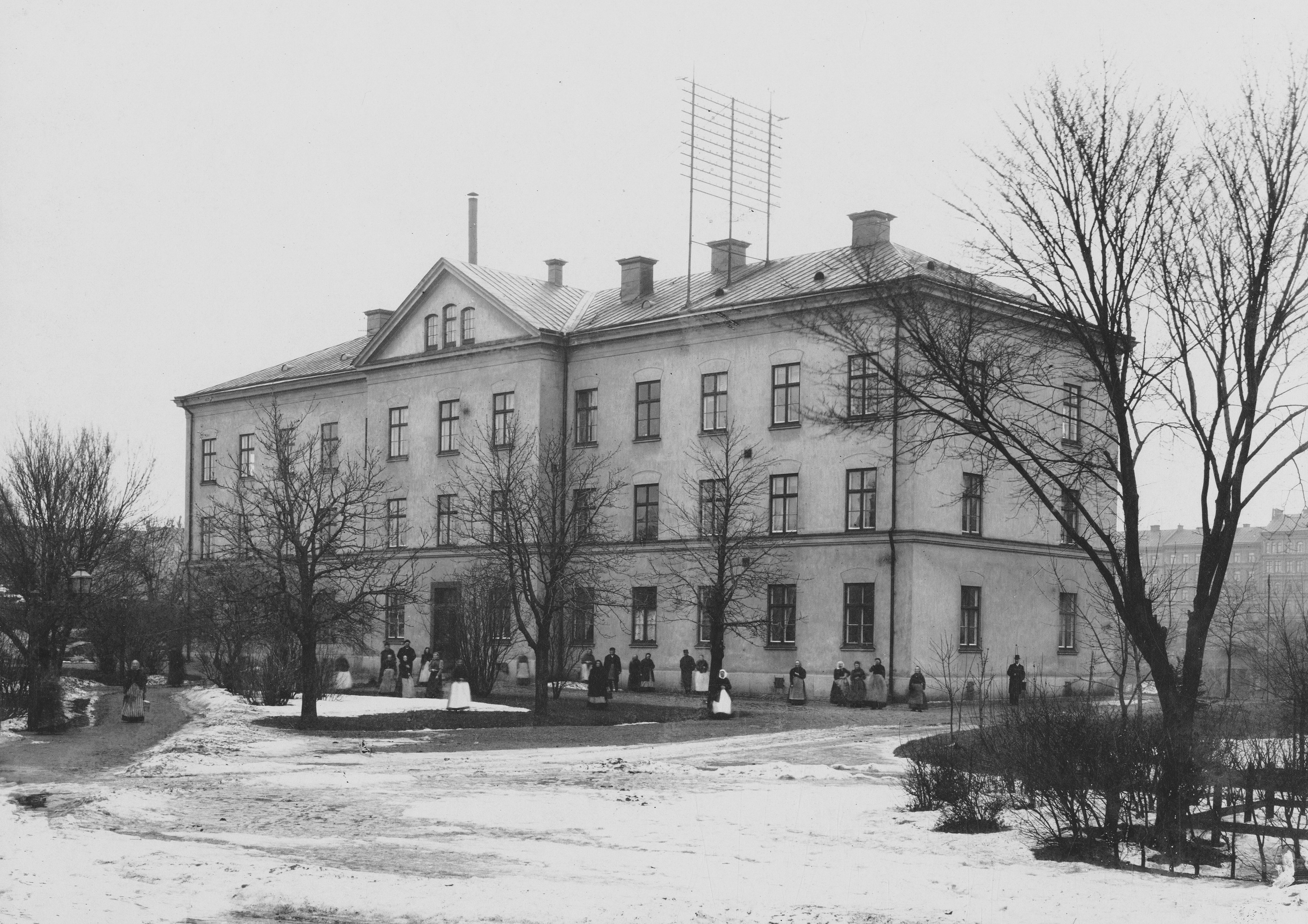
Johanneshuset 1896.

### Sabbatsbergsbyn
Fram till 1995 bedrevs omvårdnadsverksamheten av Stockholms läns landsting. Sedan tog Stockholms stads fastighetskontor över och 2004 överfördes fastigheten till kommunägda Micasa Fastigheter som har hand om stadens vårdbyggnader. I byggnaderna på Hälsobrunnen 1 och 2 inryms Sabbatsbergsbyns vård- och omsorgsboende som drivs idag (2018) av det privata vårdbolaget Attendo under namnet Attendo Sabbatsbergsbyn. Sabbatsbergsbyn riktar sig till personer med demenssjukdom eller som av fysiska skäl är i behov av heldygnsomsorg (somatisk omsorg). Sabbatsbergsbyn har 106 lägenheter fördelade på tre hus, Adolf Fredrikshuset, Johanneshuset och Klockhuset varav 90 lägenheter avser demens och 16 lägenheter avser somatik. 61 boende har ett biståndsbeslut från Norrmalms stadsdelsnämnd. Sabbatsbergsbyn har cirka 110 helårsanställningar.

Nutida bilder
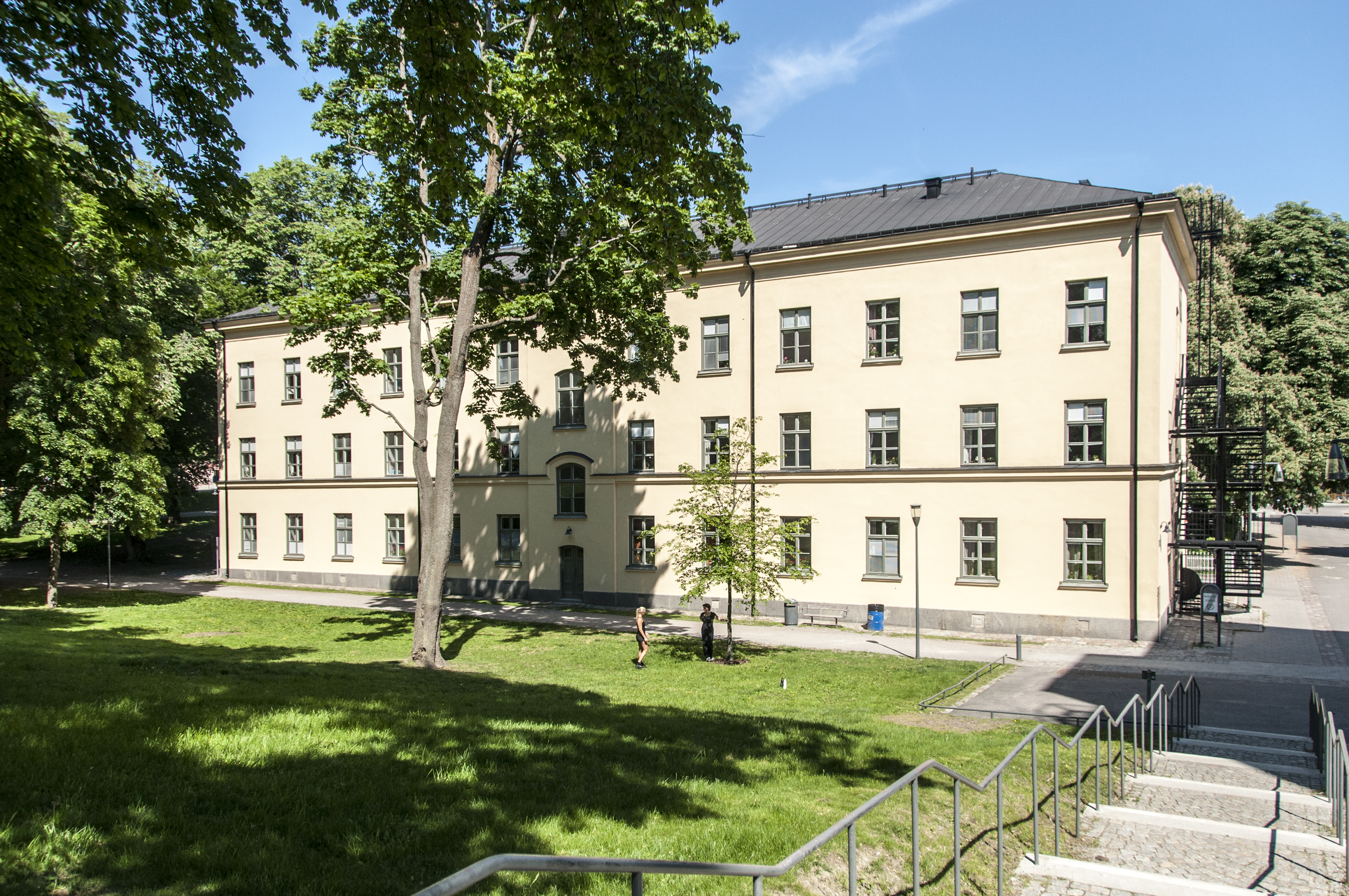
Adolf Fredrikshuset, fasad mot väster 2013.
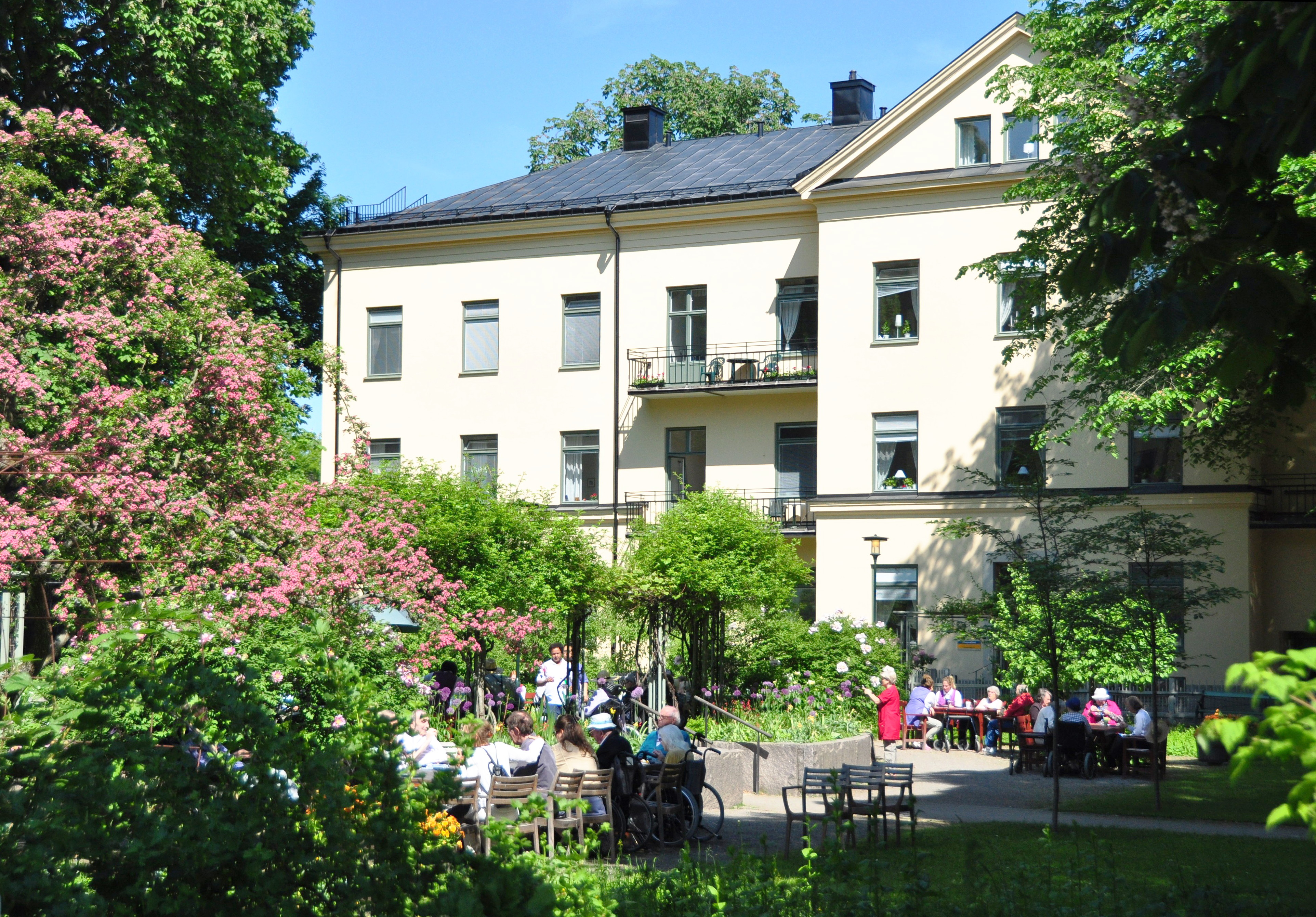
Johanneshuset och Sinnenas trädgård 2013.
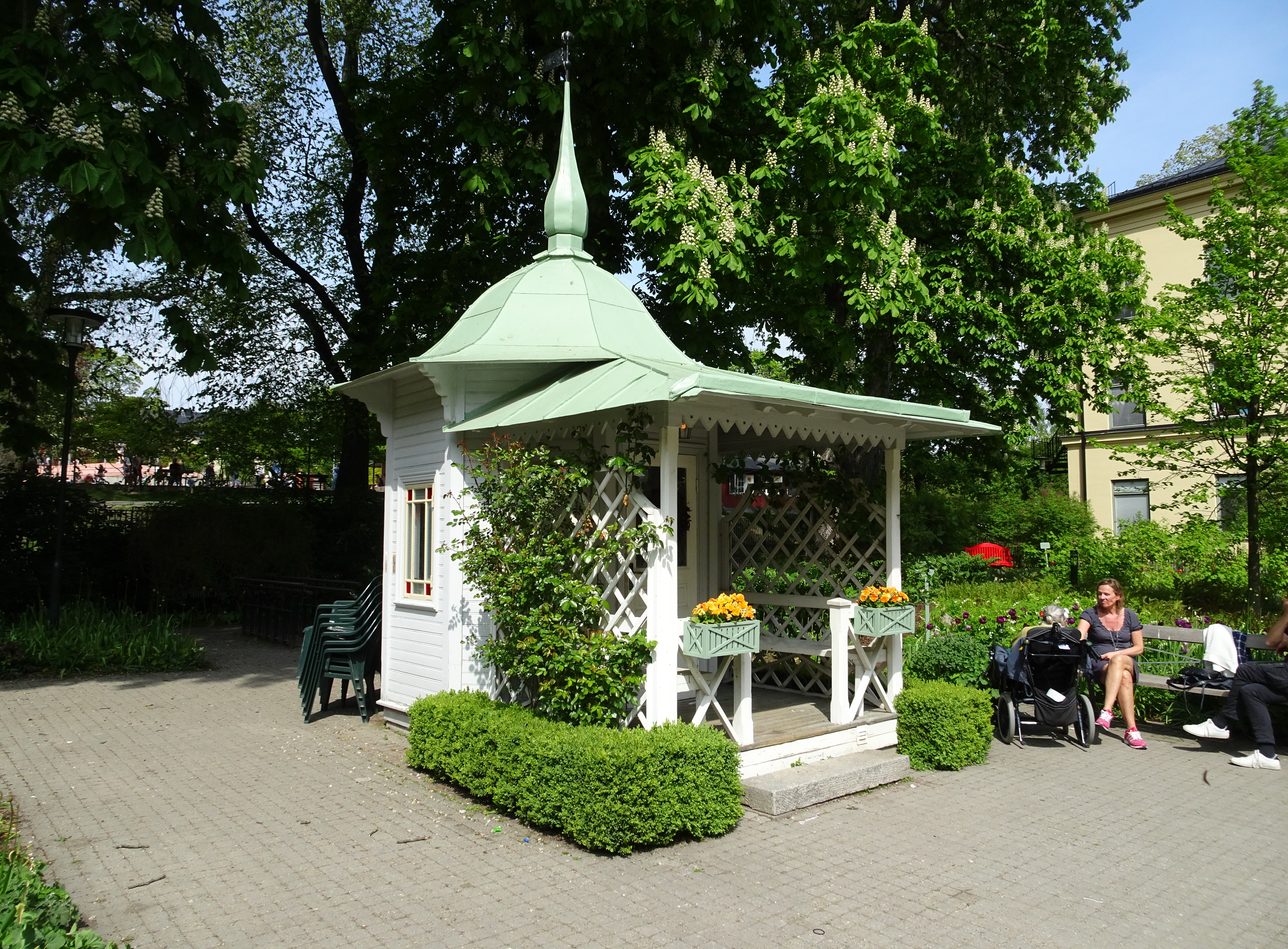
Lusthuset i Sinnenas trädgård 2019.
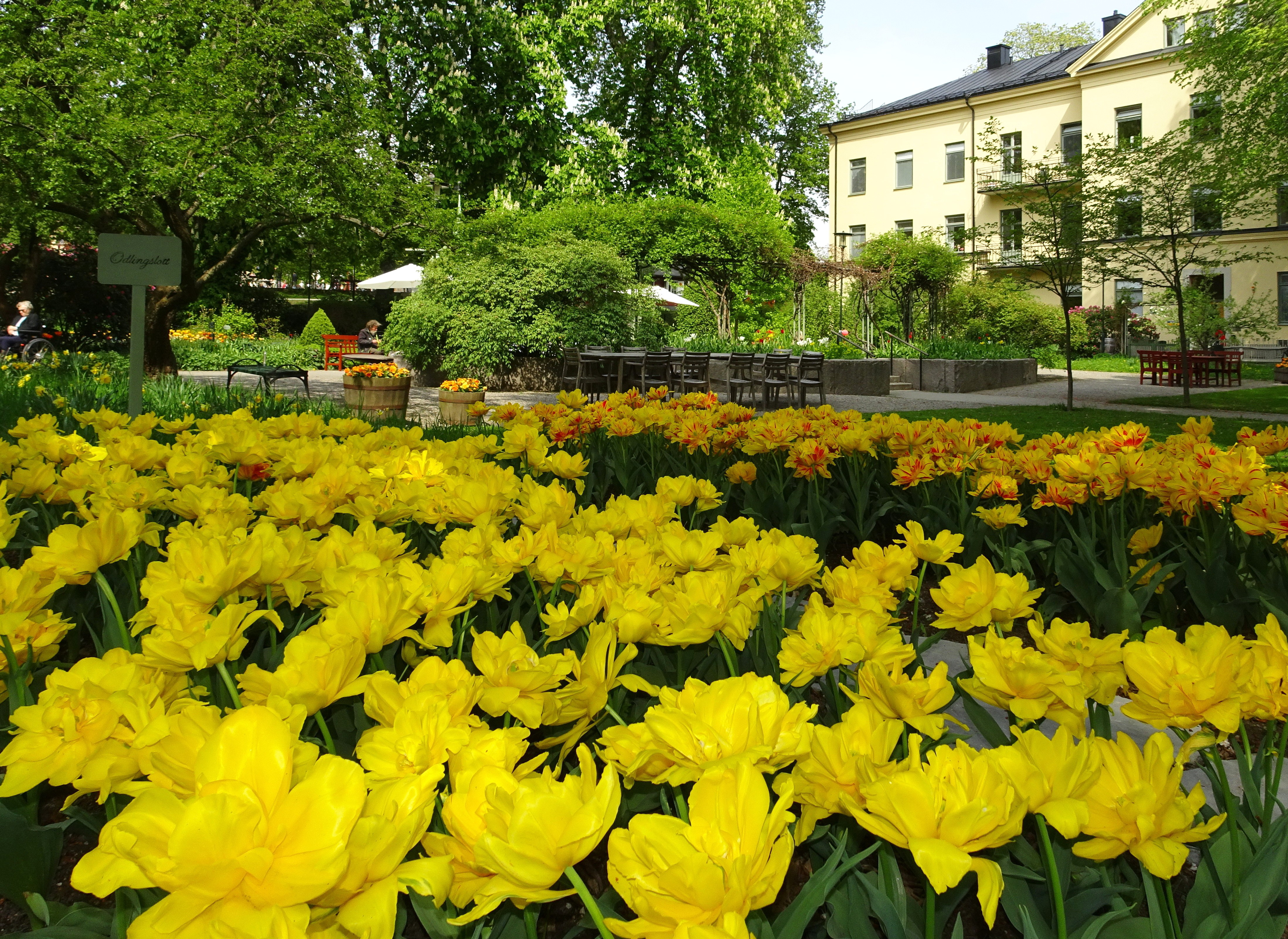
Tulpanrabatt i Sinnenas trädgård.

## Andra historiska byggnader i området (urval)
- Klarahuset
- Nicolaihuset
- Slöjdhuset
- Valentinhuset